# Niedercunnersdorf
Niedercunnersdorf je vesnice, místní část obce Kottmar v Horní Lužici v německé spolkové zemi Sasko. Nachází se v zemském okrese Zhořelec a má přibližně 1 000 obyvatel.

## Historie
První písemná zmínka o vsi pochází z roku 1221.